# Большое Псеушхо (аул)
Большое Псеушхо, Большое Псеушко (адыг. Псыушхъо) — аул в Туапсинском районе Краснодарского края. Входит в состав муниципального образования «Георгиевское сельское поселение».

## География
Аул расположен в южной части Туапсинского района, в бассейне реки Большое Псеушхо. Находится в 19 км к югу от административного центра — Георгиевское, в 40 км к северо-востоку от районного центра Туапсе и в 121 км к югу от города Краснодар.
Граничит с землями населённых пунктов: Малое Псеушхо на севере и Калеж на юго-западе.
Населённый пункт расположен между южным склоном Главного Кавказского хребта (на востоке) и хребтом Пеус (на западе), и окружён горными грядами со смешанным сосновым и лиственным лесом. Средние высоты на территории села составляют 408 метра над уровнем моря. Наивысшей точкой в окрестностях аула является гора — Большое Псеушхо (1100 м). К северу от аула расположен перевал Псеушхо.
Гидрографическая сеть представлена бассейном реки Большое Псеушхо. Она образуется при слиянии рек Наужук и Тыгбо у восточной окраины аула. Также в пределах аула в Большое Псеушхо несут свои воды, реки — Мачмыз, Пчияк и Халакопс. В верховьях рек образовываются пороги и водопады. Также имеются многочисленные источники родниковых вод.
Климат в ауле субтропический. Среднегодовая температура воздуха составляет около +12,0°С, со средними температурами июля около +22,0°С, и средними температурами января около +4°С. Среднегодовое количество осадков составляет около 1100 мм в год. Основная часть осадков выпадает в зимний период. Важную роль также играют холодные воздушные массы дующие из северного склона Главного Кавказского хребта через перевалы.

## Этимология
Своё название аул получил от реки Большое Псеушхо, в верховьях которой населенный пункт и расположен. К северо-западу от аула расположен одноимённый горный массив — Большое Псеушхо (Пеус).
Гидроним Псеушхо (адыг. Псыушхъо) в переводе означает «голубая река (вода)», где псы — «река (или вода)», а (у)шхъо — «голубая».

## История
В конце XIX века царское правительство окончило преследование остававшихся в горах «немирных» черкесов и разрешило им осесть в горной местности.
В 1895 году на месте разрушенного в период Кавказской войны черкесского аула Шоику (адыг. ШIоикъу, от адыг. ШIои и адыг. къо — «грязная долина») был основан новый населённый пункт названное Большое Псеушхо (по названию реки, в долине которой оно располагалось).
В 1905 году в ауле Большое Псеушхо Псеушховского сельского общества проживало около 50 черкесских дворов.
По ревизии от 1 января 1917 года аул Большое Псеушхо числилась в составе Туапсинского округа Черноморской губернии.
По ревизии от 26 апреля 1923 года аул Большое Псеушхо зарегистрирован в составе Вельяминовской волости Туапсинского района Черноморского округа Кубано-Черноморской области.
14 сентября 1924 года с образованием Шапсугского национального района, аул Большое Псеушхо становится административным центром Псеушховского сельского Совета Шапсугского района Северо-Кавказского края.
С упразднением Шапсугского национального района аул Большое Псеушхо был включён в состав Лазаревского района. В 1945 году аул возвращён в состав Туапсинского района.
С 1991 года аул Большое Псеушко входит в состав Георгиевского сельского округа Туапсинского района.

## Население
| 1999 | 2002 | 2010 |
| ---- | ---- | ---- |
| 119  | ↘109 | ↗118 |

Национальный состав
По данным Всероссийской переписи населения 2010 года:
| Народ  | Численность, чел. | Доля от всего населения, % |
| ------ | ----------------- | -------------------------- |
| адыги  | 113               | 94,1 %                     |
| другие | 7                 | 5,8 %                      |
| всего  | 118               | 100 %                      |

## Ислам

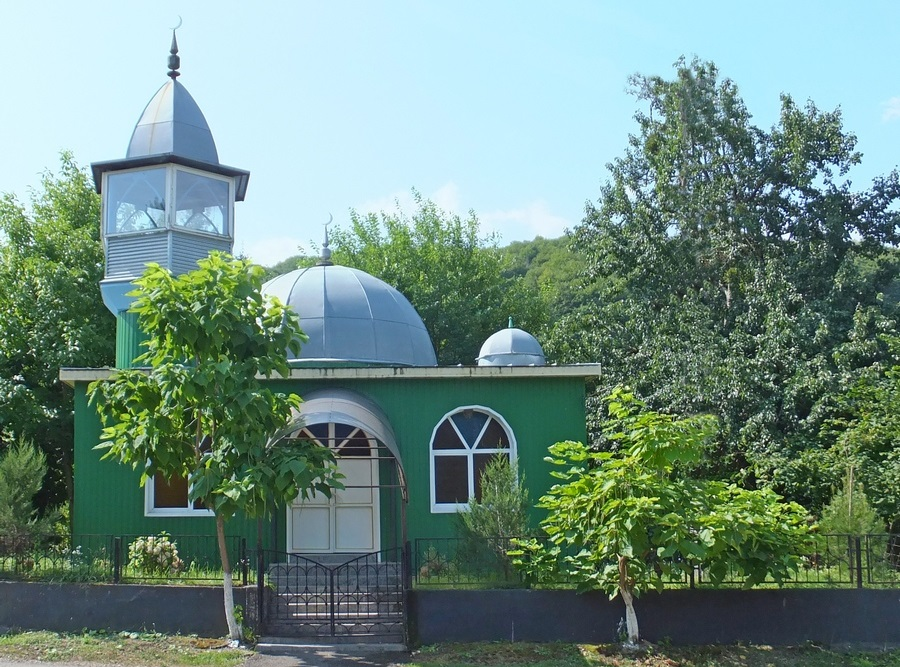
Мечеть аула

До 1930-х годах в ауле была мечеть с трёхэтажным минаретом. Местные жители перед тем как пойти в мечеть, предпочитали брать омовение в речке Лешабг протекавшей рядом с мечетью. На пятничный намаз приходило почти всё мужское население аула.
Однако с началом атеистической политики в СССР, аульская мечеть была переоборудовано в склад колхоза, а позже была закрыта. Но несмотря на закрытие мечети, религиозные деятели и в советские годы продолжали пользоваться большим уважением в ауле. В случае возникновения споров по каким-то жизненным вопросам аульчане за советом продолжали обращаться к эфендиям. А местные жители скрыто продолжали исповедовать Ислам (в частности держали посты, отмечали исламские праздники, брак считали действительным и законным лишь при никяхе, умерших хоронили строго по мусульманским обычаям и т.д.).
В 2002 году стараниями местных жителей, в ауле на месте прежней мечети была открыта новая.

## Инфраструктура
В ауле отсутствуют школа, детский сад и больница. Ближайшие объекты социальной инфраструктуры расположены в селении Георгиевское.

## Экономика
Как и в других населённых пунктах горной зоны Туапсинского района главную роль в экономике села играет садоводство (в частности фундуковые, яблоневые и грушевые сады). В горах сохранились заброшенные и заросшие со времён Кавказской войны — Старые Черкесские Сады. Важную роль также играет пчеловодство.
В сфере туризма развиты туристические походы в окрестные горы, хребты, водопады и ущелья.

## Улицы
| Адыгейская |
| Гагарина   |

| Хакурате |

| Центральная |